# Phare d'Oštri rat
Le phare d'Oštri rat (en croate : Svjetionik Oštri rat) est un phare actif situé au nord-est de l'entrée du port de Zadar dans le Comitat de Zadar en Croatie. Le phare est exploité par la société d'État Plovput .

## Histoire
Le premier phare, construit en 1899, était une colonne en fonte. Le phare actuel est localisé en bord de mer, à environ 1.5 km au nord-ouest de l'entrée du port de Zadar.

## Description
Le phare  est une tour cylindrique en pierre de 14 m de haut, avec galerie et lanterne. La tour est en pierre blanche non peinte et la lanterne est blanche. Un escalier extérieur en spirale mène à la galerie. Il émet, à une hauteur focale de 14 m, trois éclats blancs toutes les 10 secondes. Sa portée est de 15 milles nautiques (environ 28 km) pour le feu principal et 7 milles nautiques (environ 13 km) pour le feu de veille.

Identifiant : ARLHS : CRO-109 - Amirauté : E3142 - NGA : 12992 .

## Caractéristiques dufeu maritime
Fréquence : 10s (W-W-W)
- Lumière : 0.5 seconde
- Obscurité : 1 seconde
- Lumière : 0.5 seconde
- Obscurité : 1 seconde
- Lumière : 0.5 seconde
- Obscurité : 6.5 secondes

### Lien connexe
- Liste des phares de Croatie